# Бырловка (Черкасская область)
Бы́рловка (укр. Бирлівка) — село в Шрамковской сельской общине Золотоношского района Черкасской области Украины.
Население по переписи 2001 года составляло 1729 человек. Почтовый индекс — 19821. Телефонный код — 4738.
До 1959 года село Бырловка входило в состав Шрамковского района. Шрамковский район был упразднен в результате чего часть населенных пунктов, в том числе и село Бырловка вошли в состав Драбовского района..
По итогам административно-территориальной реформы 2020 года вошло в состав Золотоношского района с административным центром — городом Золотоноша.
Район граничит на севере с Драбовским, на востоке — с Чернобаевским, на юге — с Черкасским районами Черкасской области. На северо-западе район граничит с Каневским районом Черкасской области и Переяслав-Хмельницким районом Киевской области. Юго-западная часть района омывается водами Кременчугского водохранилища.